# Lophocateres
Lophocateres är ett släkte av skalbaggar som beskrevs av Arthur Sidney Olliff 1883. Lophocateres ingår i familjen flatbaggar.
Släktet innehåller bara arten Lophocateres pusillus.

## Bildgalleri

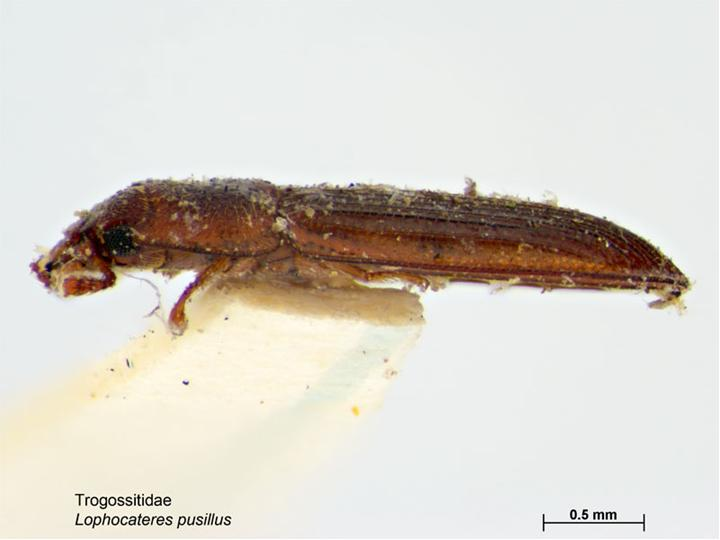
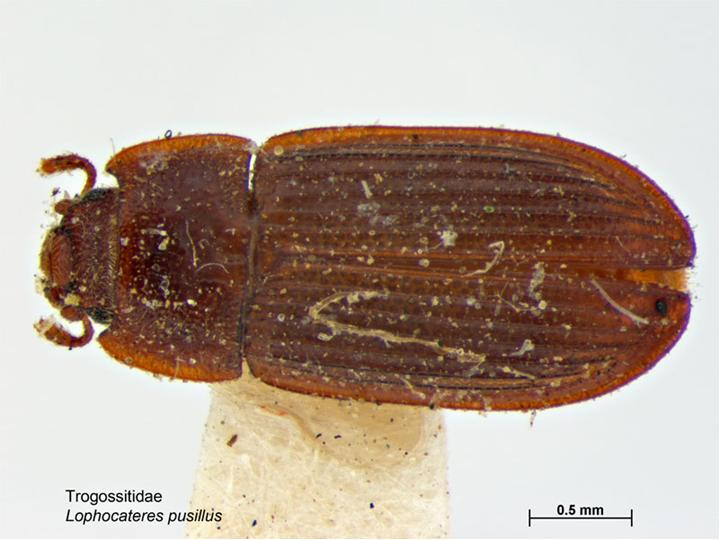